# هری بورمن
هری بورمن (انگلیسی: Harry Bohrmann؛ زادهٔ ۲۶ مارس ۱۹۵۲) بازیکن فوتبال اهل آلمان است.
از باشگاه‌هایی که در آن بازی کرده‌است می‌توان به باشگاه فوتبال بوخوم اشاره کرد.